# Sylvain Bidart
Sylvain Bidart (Pau, 2 marzo 1985) è un pilota motociclistico francese.

## Carriera
È pilota di Supermotard dal 2004, e a livello mondiale dall'anno successivo, a soli 20 anni. Partecipa al Campionato del Mondo Supermoto dal 2005 e ha spesso corso gare anche nel Campionato AMA. Nel 2008 corre sulla Husqvarna del team satellite Cross2R, mentre nel 2009 passa nel team francese Honda Luc1 per correre il campionato nazionale francese e spagnolo e nel team statunitense Honda CHM Exhaust per correre tutto il Campionato AMA Supermoto. Il pilota francese già aveva disputato qualche gara occasionale negli States con buoni risultati, e proprio nel 2009 il francese riesce a conquistare il suo primo titolo AMA Supermoto. Ancora attivo alla soglia dei quarant'anni, nel 2024 contribuisce alla decima vittoria del Supermoto delle nazioni per la Francia.

## Migliori risultati
- 2004: 10º posto Campionato Francese Supermoto classe 450 (su Honda)
- 2005: 2º posto Guidon D'or di Parigi (su Honda)
- 2005: 6º posto Campionato Francese Supermoto classe Prestige (su Honda)
- 2005: 6º posto Campionato Francese Supermoto classe 450 (su Honda)
- 2005: 22º posto Campionato del Mondo Supermoto S1 (su Honda)
- 2006: 3º posto Campionato Francese Supermoto classe 450 (su Honda)
- 2006: 2º posto generale al Supermoto delle Nazioni (Team France) (su Honda)
- 2006: 7º posto Campionato del Mondo Supermoto S2 (su Honda)
- 2007: 3º posto Campionato Francese Supermoto classe 450 (su Honda)
- 2007: 6º posto Campionato del Mondo Supermoto S1 (su Honda)
- 2007: 13º posto Campionato AMA Supermoto (3 gare su 10) (su Honda)
- 2008: Campione Francese Supermoto S1 (su Husqvarna)
- 2008: 6º posto Campionato del Mondo Supermoto S1 (su Husqvarna)
- 2008: 2º posto generale Supermoto delle Nazioni (Team France) (su Husqvarna)
- 2008: 6º posto X-Games Supermoto di Los Angeles (su Husqvarna)
- 2009: Campione di Spagna Supermoto S1 (su Honda)
- 2009: Campione Francese Supermoto S1 e Supercampione (su Honda)
- 2009: Campione AMA Supermoto (su Honda)
- 2009: 4º posto X-Games Supermoto di Los Angeles (su Honda)
- 2009: 9º posto Superbikers di Mettet (su Honda)
- 2009: 3º posto Supermotard Indoor De Tours (su Honda)
- 2009: Vincitore Trofeo BIHR Supermoto (su Honda)
- 2010: Campione di Svizzera Supermoto classe Prestige (su Honda)
- 2010: Campione Francese Supermoto S1 (su Honda)
- 2010: 7º posto Scorpion Masters (su Honda)
- 2010: 7º posto Supermotard Indoor De Tours (su Honda)
- 2011: Campione Francese Supermoto classe Prestige (su Honda)
- 2011: Campione del Mondo al Supermoto delle Nazioni (Team France) (su Honda)
- 2011: 4º posto Superbikers di Mettet (su Honda)
- 2011: 2º posto Supermotard Indoor De Tours (su Honda)